# Liste der Ehrensenatoren der Ludwig-Maximilians-Universität München
Dies ist eine Liste der Personen, denen von der Ludwig-Maximilians-Universität München (LMU) die Würde eines Ehrensenators verliehen wurde.

## Ehrensenatoren
- Friedrich von Bassermann-Jordan, Weingutsbesitzer und Weinbau-Historiker
- Rolf Becker (1920–2014), Verleger, Inhaber des Wort & Bild Verlages
- Rolf Christof Dienst, Managing Partner der Wellington Partners Venture Capital GmbH
- Kurt Fordan, Textilunternehmer
- Max Grasmann, Verbandsfunktionär, Bankier und Politiker
- Ursula Haeusgen (1942–2021), Verlegerin
- Horst Jannott, deutscher Versicherungsmanager und Vorstandsvorsitzender der Münchener Rück Versicherung
- Nikolay G. Kiessling
- Christian Kuchlbauer, Altbürgermeister von Oberschleißheim (1960–2021)[1]
- Dietmar Müller-Elmau, Geschäftsführer von Schloss Elmau[2]
- Werner Niemann, Unternehmer
- Fritz Reinhold, Vorstand der Dresdner Bank AG, Frankfurt/M. und München
- Karl Riedl, Jurist
- Hans-Hermann Rösner-Mautby, Klinikunternehmer (1983)
- Klaus G. Saur (* 1941), Geschäftsführer der K.G. Saur Verlag GmbH & Co KG
- Hans Günther Schönmann, Vorstandsmitglied der Bayerischen Vereinsbank i. R.
- Werner Steiger, Lehrer, St. Gallen
- Otto Stinglwagner (1925–2013), Oberbürgermeister a. D. der Stadt Ingolstadt
- Hikaru Tsuji (1923–2024), em. Professor für Deutsche Sprache und Kultur Universität Tokio
- Siegfried Vögele, Deutsches Forschungszentrum für Direktmarketing (DFD)
- Adolf Philipp Wächter, Vorstandsmitglied der Bayer. Hypotheken- und Wechsel-Bank AG i. R.
- Karl-Heinz Wacker, Wirtschaftswissenschaftler, Rechtsanwalt und Geschäftsführer der Wacker-Chemie GmbH
- Rudolf Weydenhammer, Industrieller, Wirtschaftsfunktionär
- Meinhard von Zallinger, Dirigent
- Hans Zimmermann, Ministerialdirigent a. D.